# Callisto (Rakete)

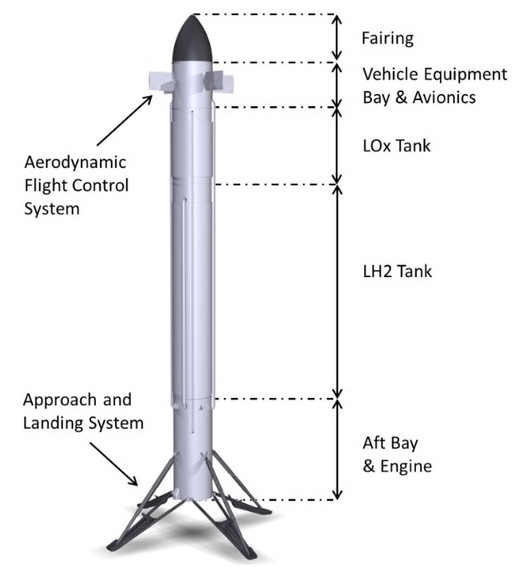
Aufbau von CALLISTO (2019)

CALLISTO, Akronym für Cooperative Action Leading to Launcher Innovation in Stage Toss-back Operations, ist eine experimentelle einstufige Rakete. Sie wird vom französischen Raumfahrtzentrum CNES in Kooperation mit dem Deutschen Zentrum für Luft- und Raumfahrt und der japanischen Raumfahrtagentur JAXA entwickelt.

## Hintergrund: Die Entwicklung der nächsten europäischen Trägerrakete
Der Callisto-Demonstrator ist einer der Komponenten, die entwickelt wurden, um den Übergang zwischen der Trägerrakete Ariane 6 und einem Nachfolgesystem wie der Ariane Next, das in den 2030er Jahren einsatzreif sein könnte, zu ermöglichen. Um die Technologie und Methodik zur Wiederverwendung voranzutreiben, schlägt das CNES vor, mehrere intermediäre Versuchsraketen zu entwickeln:
- FROG-T[3], ein 2,5 Meter hoher Demonstrator, um die senkrechte Landung einer Raketenstufe zu testen. Dieser hat im Jahr 2019 mehrere Flüge durchgeführt. Bei fünf Testflügen wurde eine maximale Flughöhe von 30 Metern erreicht.[4]
- FROG-H, eine 3,6 Meter hohe Weiterentwicklung von FROG-T. Der Erstflug ist für 2025 geplant.[4]
- CALLISTO, eine wiederverwendbare erste Stufe mittlerer Größe (13 Meter hoch, Antrieb mit 40 kN Schubkraft), die alle Flugphasen testen soll, einschließlich des Wiedereintritts in die Erdatmosphäre bei Überschallgeschwindigkeit. Mehrere Flüge sind ab 2023 geplant.
- Themis, eine wiederverwendbare erste Stufe mit ein bis drei Prometheus-Raketentriebwerken, die ab circa 2023–2025 fliegen würde.[5]

## Verlauf des Projekts
Die Entwicklung von CALLISTO wurde erstmals 2015 vorgeschlagen. Die französischen, deutschen und japanischen Raumfahrtagenturen  beschlossen, ihre Kräfte zu bündeln, um diesen Demonstrator zu entwickeln. Phase A wurde im Februar 2018 abgeschlossen. Phase B auf Systemebene wurde im Dezember 2019 abgeschlossen.

## Technische Eigenschaften
CALLISTO ist eine einstufige Rakete mit einer Höhe von etwa 13 Metern und einem Durchmesser von 1,1 Meter. Sie wird von einem Raketentriebwerk angetrieben, das eine Mischung aus Wasserstoff und Sauerstoff mit einer Schubkraft von 40 Kilonewton verbrennt und seinen Schub auf bis zu 40 % drosseln kann. Die Rakete ist so konzipiert, dass sie auf die Erde zurückkehrt und vertikal landet. Querruder, die während des ballistischen Fluges ausgefahren werden, steuern und stabilisieren die Rakete während des atmosphärischen Wiedereintritts und der Landung. Vier Füße werden kurz vor der Landung an ihrer Basis ausgefahren. Die Fluglageregelung erfolgt über drei Systeme, die je nach Flugphase kombiniert oder einzeln eingesetzt werden können.
- Das Hauptraketentriebwerk kann in zwei Richtungen geneigt und sein Schub moduliert werden. Es wird von der JAXA bereitgestellt.
- Die Lageregelungsmotoren ermöglichen nicht nur die Steuerung von Rollbewegungen, sondern kontrollieren auch die Fluglage des Fahrzeugs. Sie werden vom CNES bereitgestellt.
- Die vier Querruder, die ausschließlich während des Sinkfluges verwendet werden, ermöglichen die Kontrolle der Roll-, Nick- und Gierbewegungen, solange der aerodynamische Druck auf ihrer Oberfläche ausreichend ist. Die Querruder werden auch verwendet, um den Anstellwinkel zu verändern und ermöglichen CALLISTO so, Auftrieb zu liefern. Diese Querruder werden vom DLR entwickelt.

Weitere Technologien, die mit Callisto getestet und für den Betrieb von wiederverwendbaren Trägerraketen benötigt werden, sind:
- das vom DLR bereitgestellte Landesystem,
- die Bodensysteme, unter der Verantwortung des CNES,
- das vom DLR entwickelte Navigationssystem,
- die Flugsoftware, von der eine Version vom DLR und von der JAXA und eine andere vom CNES bereitgestellt wird.

Alle diese Systeme sind für 10 Flüge ausgelegt.

## Durchführung von Tests
Mindestens fünf Tests mit zunehmender Komplexität müssen mit CALLISTO durchgeführt werden. Der Start wird von der stillgelegten Abschussrampe der Diamant-Rakete auf dem Weltraumbahnhof Kourou in Französisch-Guayana erfolgen. Die Landung war ursprünglich auf einem Drohnen-Schiff vorgesehen, aber diese Option wurde inzwischen verworfen.